# Darian Townsend
Darian Townsend (Pinetown (KwaZoeloe-Natal), 28 augustus 1984) is een Zuid-Afrikaanse zwemmer en een van de leden van het team dat goud won op de 4x100 meter vrije slag tijdens de Olympische Spelen van Athene. Vier jaar later vertegenwoordigde hij zijn vaderland op de Olympische Zomerspelen 2008 in Peking.

## Carrière
Bij zijn internationale debuut, op de wereldkampioenschappen zwemmen 2003 in Barcelona, eindigde Townsend samen met Roland Mark Schoeman, Lyndon Ferns en Ryk Neethling als achtste op de 4x100 meter vrije slag.
Tijdens de Olympische Zomerspelen van 2004 in Athene strandde de Zuid-Afrikaan in de series van de 200 meter wisselslag. Op de 4x100 meter vrije slag veroverde hij samen met Roland Mark Schoeman, Lyndon Ferns en Ryk Neethling olympisch goud.
Op de Gemenebestspelen 2006 in Melbourne werd Townsend uitgeschakeld in de halve finales van de 100 meter vrije slag en in de series van de 200 meter vrije slag. Samen met Jean Basson, George du Rand en Mark Randall eindigde hij als vijfde op de 4x200 meter vrije slag.
Tijdens de Olympische Zomerspelen van 2008 in Peking strandde hij in de halve finales van de 200 meter wisselslag en in de series van de 200 meter vrije slag. Op de 4x100 meter vrije slag eindigde hij samen met Lyndon Ferns, Roland Mark Schoeman en Ryk Neethling als zevende, samen met Gerhard Zandberg, Cameron van der Burgh en Lyndon Ferns bereikte hij de zevende plaats op de 4x100 meter wisselslag. Op de 4x200 meter vrije slag eindigde hij samen met Jean Basson, Jan Venter en Sebastien Rousseau op de achtste plaats.

### 2009-heden
In Rome nam Townsend deel aan de wereldkampioenschappen zwemmen 2009. Op dit toernooi werd hij uitgeschakeld in de halve finales van de 200 meter wisselslag en in de series van de 100 meter vlinderslag. Samen met Lyndon Ferns, Graeme Moore en Roland Mark Schoeman eindigde hij als vijfde op de 4x100 meter vrije slag, op de 4x200 meter vrije slag eindigde hij samen met Jean Basson, Jan Venter en Sebastien Rousseau op de achtste plaats.
Tijdens de Gemenebestspelen 2010 in Delhi eindigde de Zuid-Afrikaan als vierde op de 200 meter wisselslag, op de 200 meter vrije slag strandde hij in de series. Samen met Graeme Moore, Gideon Louw en Roland Mark Schoeman sleepte hij de bronzen medaille in de wacht, op de 4x200 meter vrije slag legde hij samen met Jean Basson, Jan Venter en Chad le Clos beslag op de bronzen medaille.
Op de wereldkampioenschappen zwemmen 2011 in Shanghai werd Townsend uitgeschakeld in de halve finales van de 200 meter wisselslag. Samen met Graeme Moore, Gideon Louw en Leith Shankland eindigde hij als zesde op de 4x100 meter vrije slag, op de 4x200 meter vrije slag strandde hij samen met Jean Basson, Jan Venter en Sebastien Rousseau in de series.

## Internationale toernooien
| Jaar | Olympische Spelen                                                                                       | WK langebaan                                                                       | WK kortebaan  | PanPacs       | Gemenebestspelen                                                                 |
| ---- | --- | ---------------------------------------------------------------------------------- | ------------- | ------------- | -------------------------------------------------------------------------------- |
| 2003 | | 8e 4x100m vrije slag                                                               |               |               |                                                                                  |
| 2004 | 37e 200m wisselslag · 4x100m vrije slag                                                                 |                                                                                    | geen deelname |               |                                                                                  |
| 2005 | | geen deelname                                                                      |               |               |                                                                                  |
| 2006 | |                                                                                    | geen deelname | geen deelname | 11e 100m vrije slag 18e 200m vrije slag 5e 4x200m vrije slag                     |
| 2007 | | geen deelname                                                                      |               |               |                                                                                  |
| 2008 | 21e 200m vrijes slag 11e 200m wisselslag 7e 4x100m vrije slag 8e 4x200m vrije slag 7e 4x100m wisselslag |                                                                                    | geen deelname |               |                                                                                  |
| 2009 | | 53e 100m vlinderslag 11e 200m wisselslag 5e 4x100m vrije slag 8e 4x200m vrije slag |               |               |                                                                                  |
| 2010 | |                                                                                    | geen deelname | geen deelname | 12e 200m vrije slag · 4e 200m wisselslag · 4x100m vrije slag · 4x200m vrije slag |
| 2011 | | 9e 200m wisselslag 6e 4x100m vrije slag 12e 4x200m vrije slag                      |               |               |                                                                                  |
| 2012 | 21e 200m wisselslag 5e 4x100m vrije slag 7e 4x200m wisselslag                                           |                                                                                    |               |               |                                                                                  |

## Persoonlijke records
Bijgewerkt tot en met 2 december 2011

### Kortebaan
| Afstand         | Tijd    | Datum            | Plaats    |
| --------------- | ------- | ---------------- | --------- |
| 100m vrije slag | 46,63   | 21 november 2009 | Singapore |
| 200m vrije slag | 1.40,89 | 15 november 2009 | Berlijn   |
| 100m wisselslag | 51,80   | 15 november 2008 | Berlijn   |
| 200m wisselslag | 1.51,55 | 15 november 2009 | Berlijn   |

### Langebaan
| Afstand         | Tijd    | Datum           | Plaats      |
| --------------- | ------- | --------------- | ----------- |
| 100m vrije slag | 48,79   | 14 april 2009   | Durban      |
| 200m vrije slag | 1.47,64 | 2 december 2011 | Atlanta     |
| 200m wisselslag | 1.57,03 | 25 april 2009   | Montpellier |